# Jacques Kadot de Sébeville
Pour les articles homonymes, voir Cadot.
Jacques Kadot, seigeur de Montreville puis comte de Sébeville, né le 26 septembre 1647 à Sébeville et mort le 25 août 1707 au siège de Toulon, est un officier de marine et gentilhomme français des XVIIe et XVIIIe siècles. Il combat dans la Marine royale pendant les principaux conflits du règne de Louis XIV, la guerre de Hollande, la guerre de la Ligue d'Augsbourg et la guerre de Succession d'Espagne, et termine sa carrière avec le grade de chef d'escadre.

## Biographie

### Origines et famille
Jacques Kadot descend d'une famille de la noblesse normande. Son aïeul, Michel Kadot achète la terre de Sébeville en 1588, cette dernière est érigée en marquisat au profit de son frère ainé Jean-François. Il est le fils de François Kadot, marquis de Sébeville (1617/1618-1703) et de Jeanne-Françoise Gigault de Bellefonds (1618/1619-1703), tante du maréchal de Bellefonds. De cette union naissent dix enfants (sept garçons et trois filles), dont un certain nombre ont servi dans l'armée et la marine royale (dont trois chefs d'escadre):
- Bernardin, seigneur puis marquis de Sébeville (1641-1711), maréchal de camp, ambassadeur à Vienne
- Jean-François, chevalier de Malte, chef d'escadre (1644-1675)
- Suzanne (1646-1646)
- Jacques, seigeur de Montreville (1647-1707)
- Henry-Robert, seigneur de Boutteville (1649-1674), capitaine de chevau-légers, il est tué à la bataille de Seneffe.
- Charles-Louis, comte de Sébeville à la mort de Jacques (1651-1729)
- Guillaume, seigneur de Brucourt (v. 1655-1683), lieutenant de vaisseau, il est tué lors du bombardement d'Alger de 1683
- Georges François, seigneur de Boutteville-Manneville (1660-1739), chef d’escadre ad honores en 1734
- Marie-Madeleine (†1707)
- Félice-Marguerite (v. 1660-1745)

### Carrière dans la Marine royale
Jacques Kadot entre jeune dans la Marine royale, il est enseigne de vaisseau à Toulon en 1669, au début de la guerre de Hollande (1672-1678). Promu lieutenant de vaisseau en 1673, il est nommé capitaine de vaisseau en 1675. Il est au combat d'Alicudi le 8 janvier 1676, y prend le commandement du vaisseau L’Aquilon après la mort de son commandant Villeneuve-Ferrière. Il participe aux combats d’Agosta le 22 avril 1676 et de Palerme le 2 juin 1676, commandant du vaisseau Le Fleuron en 1678,
Pendant la guerre de la Ligue d'Augsbourg, il combat devant Barcelone. Il commande le vaisseau L’Entreprenant à la bataille du cap Béveziers le 10 juillet 1690 au cours de laquelle la flotte commandée par le maréchal de Tourville bat la flotte combinée d'Angleterre et de Hollande. Il commande le vaisseau Le Terrible, 80 canons, à la bataille de Barfleur le 29 mai 1692. Son vaisseau sera incendié à Tatihou les 29 et 30 mai 1692. Il est fait chevalier de Saint-Louis en 1694, un an après la création de l'ordre.
Il combat à nouveau pendant la guerre de Succession d'Espagne. Il est promu chef d’escadre en 1703, puis maréchal de camp en 1704. En 1707, il sert à terre, au port de Toulon, assiégé par les armées impériales. Le 24 juillet, il travaille à faire dresser une batterie pour la défense de la place. Il tombe d'un rocher et se tue. Il meurt le lendemain, 25 août 1707, à l'âge de 59 ans. Dans ses Mémoires (vol. X), Saint-Simon écrit à propos de sa mort :

« Le chevalier de Sébeville, chef d'escadre, y périt dans un précipice en voulant monter par un chemin trop difficile, et ce fut grand dommage sur mer et sur terre. »

La Gazette de France du 26 août 1707 livre une version légèrement différente : « Le marquis de Sebville, chef d'escadre, est tué en tombant d'un rocher où il travailloit à faire dresser une batterie. »

### Sources et bibliographie
- M. d'Aspect, Histoire de l'Ordre royal et militaire de Saint-Louis, vol. 3, Paris, chez la veuve Duchesne, 1780 (lire en ligne), p. 199